# Gazeta Mławska
Gazeta Mławska – gazeta lokalna ukazująca się w Mławie, powiecie mławskim.
Powstała 4 października 2007. Jest tygodnikiem ukazującym się w każdy wtorek z programem TV, a także własnymi dodatkami tematycznymi (np. dodatkiem rolniczym czy motoryzacyjnym). Od pewnego czasu swoje miejsce w gazecie znajduje Leszek Zygner, który cotygodniowo publikuje artykuły historyczne związane z Mławą. Ostatnia strona to zawsze krzyżówka z nagrodami oraz rysunki z galerii Zdzisława Kruszyńskiego pod nazwą "Z Mławskiej Ławeczki". Nakład wynosi 6 tys. egzemplarzy. Cena: 2 zł.
Dziennikarze Gazety Mławskiej:
- Urszula Adamczyk
- Patrycja Grochowska
- Grzegorz Przybyłowski
- Wojciech Paszko

Redaktor Prowadzący – Krzysztof Jakubowski